# Nicolai Gedda
Vous lisez un « bon article » labellisé en 2017.
Pour les articles homonymes, voir Gedda.
Répertoire
Scènes principales
opéra royal de Stockholm, Covent Garden, Grand Théâtre, palais Garnier, Scala de Milan, Metropolitan Opera
Harry Gustaf Nikolai Ustinoff, dit Nicolai Gedda ou Gädda, est un ténor suédois, né le 11 juillet 1925 à Stockholm (Suède) et mort le 8 janvier 2017 à Tolochenaz (Suisse).
Soliste majeur du Metropolitan Opera, sa carrière le conduit au-devant des plus grandes scènes lyriques — opéra royal de Stockholm, Covent Garden, Wiener Staatsoper, Grand Théâtre, palais Garnier, Scala de Milan — sous des baguettes prestigieuses — telles qu'André Cluytens, Herbert von Karajan, Otto Klemperer, Dimitri Mitropoulos et Georges Prêtre — auxquelles s'ajoutent des collaborations émérites avec, entre autres, les pianistes Gerald Moore et Geoffrey Parsons, outre maints partenariats légendaires « sul palcoscenico » ou en studio auprès d'artistes lyriques renommés parmi lesquels figurent notamment Maria Callas, Nicolaï Ghiaurov, Mirella Freni, Jerome Hines, George London, Victoria de los Ángeles, Christa Ludwig, Mady Mesplé, Janine Micheau, Anneliese Rothenberger et Elisabeth Schwarzkopf.
Hyperpolyglotte, faisant preuve d'une diction exemplaire d'acteur et d'une remarquable musicalité, tout en finesse, se singularisant par son extraordinaire polyvalence et l'étendue de son répertoire, sa facilité hors-norme à atteindre le registre aigu et suraigu de la voix, sa parfaite maîtrise de l'« aperto-coperto » ainsi que l'égalité de son registre phonatoire alliée à la beauté magistrale de sa mezza voce, il détient à ce jour un record historique jamais égalé au regard du nombre d'enregistrements discographiques lyriques et opératiques auxquels il a participé.
Doté d'une technique émissive hors-pair et se démarquant par une exceptionnelle longévité vocale tout au long d'une carrière mondiale s'étalant sur plus d'un demi-siècle, il est considéré comme l'un des plus grands ténors de tous les temps.

## Biographie

### Origines familiales
Harry Gustaf Nikolai Lindberg naît avec ce nom d'état civil le 11 juillet 1925 à Stockholm. Fruit de l'union fugace entre une jeune serveuse célibataire, Clary Linnéa Lindberg, et d'un père russo-suédois sans emploi, Nicolaj Gädda, il est abandonné à sa naissance par ses géniteurs avant d'être recueilli puis élevé par sa tante paternelle, Olga Gädda, fille d'un Russe émigré en Suède, et par le compagnon de celle-ci, Mikhail Ustinoff, qui a fui son pays et la révolution de 1917. Mikhail Ustinoff est apparenté à l'acteur britannique Peter Ustinov. L'enfant est originellement baptisé sous le nom de Harry Gustaf Nikolaj Gädda,. La famille part en 1929 pour Leipzig en Allemagne — où le jeune enfant suit ses premières années de scolarité —, mais décide de rentrer en Suède dès 1934 « pour fuir la peste brune », le parti national-socialiste (le parti nazi) étant désormais au pouvoir en Allemagne (depuis 1933),,,,.
Le nom officiel de l'enfant devient Harry Gustaf Nikolai Ustinoff à la suite du mariage de sa tante, Olga Gädda, et de Mikhail Ustinoff.
Plus tard, une seule fois dans sa vie, Gedda rencontrera sa mère naturelle ; par ailleurs en 1977, il manquera de peu de rencontrer son père biologique, le frère de sa mère adoptive, en montant dans un taxi qui venait d'emmener le vieil homme à l'hôpital pour un problème cardiaque et qui mourra peu après : il a pu connaître cette information par le chauffeur de taxi qui avait été intrigué par la similitude du nom de scène du chanteur avec le nom du client souffrant qu'il venait de transporter.

### Études et formation

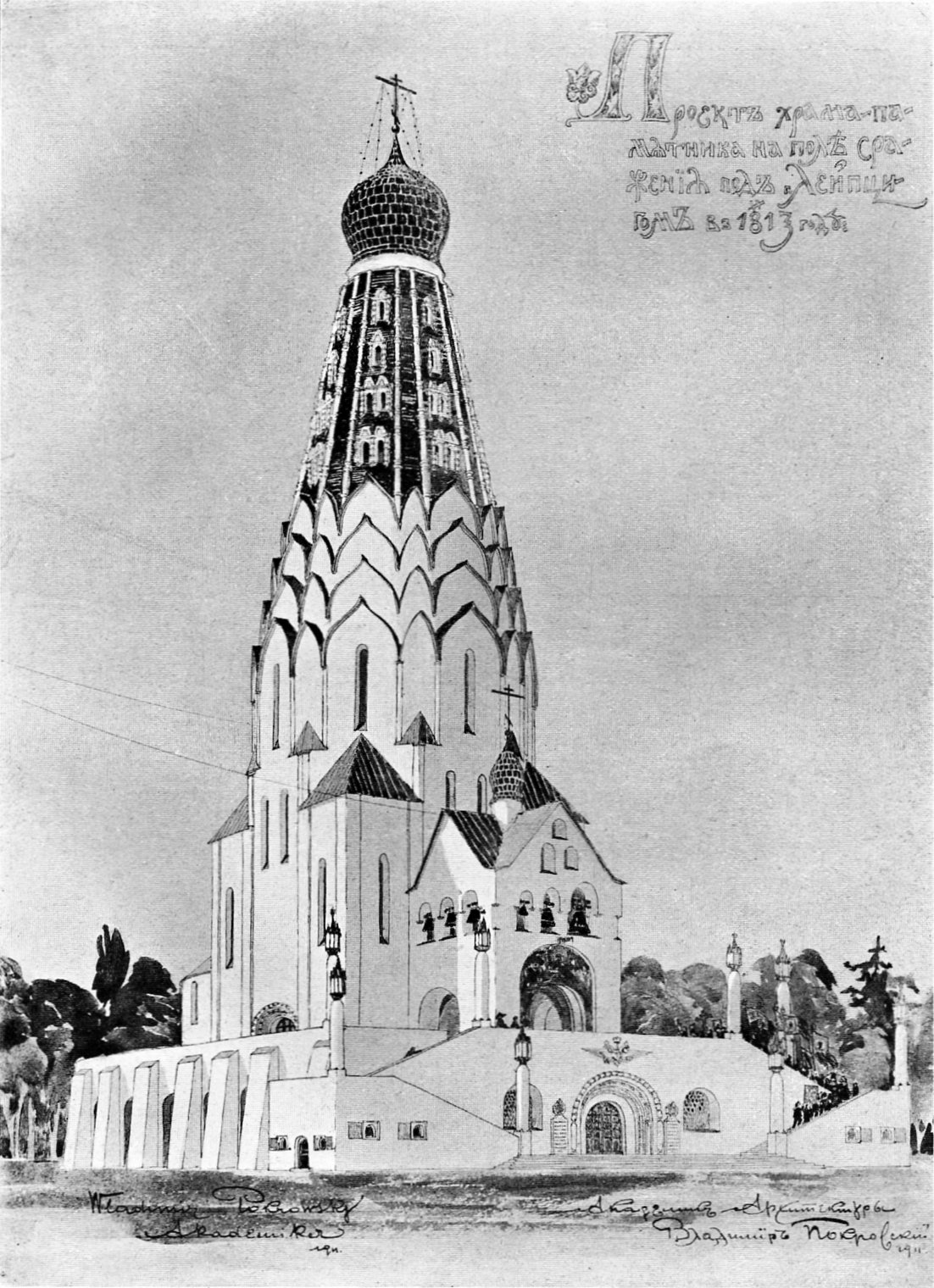
L'église orthodoxe russe Saint-Alexis à Leipzig où Nicolai Gedda, enfant, chante en soliste dans le chœur de l'église que dirige Mihail Ustinoff.

#### Premières leçons
Avant le mariage de la tante de Nicolai Gedda avec Mikhail Ustinoff, celui-ci qui est son père d'adoption officieux, est ancien membre d'un ensemble vocal kouban qui a autrefois effectué de nombreuses tournées internationales à travers l'Europe et les pays baltes. À Leipzig, Mikhail Ustinoff est Kapellmeister, « cantor » et chef de chœur de l'église orthodoxe russe Saint-Alexis. Il enseigne ainsi au jeune Nicolai tous les éléments fondamentaux de la musique, spécialement vocale, tout en ne manquant pas de le faire régulièrement chanter en soliste dans le chœur d'enfants qu'il dirige conjointement au sein de l'enceinte ecclésiale.

#### École de recrues
En 1946, Nicolai Gedda effectue son service militaire à Linköping en Suède. Un compagnon de chambrée rapporte à la radio suédoise que le jeune Nico s'y voit régulièrement hélé et rappelé vigoureusement à l'ordre par sa hiérarchie. En effet, il persiste à systématiquement à se « planquer » dans quelque endroit discret ou isolé à tout moment de la journée pour y chanter à tue-tête et y pratiquer scrupuleusement ses exercices quotidiens d'échauffement vocal, une pratique qui l'amène ponctuellement à carrément oublier ou délibérément passer outre — voire de ne même plus réussir à entendre — l'appel collectif du matin supposé rassembler la totalité de la bleusaille dans l'enceinte de la caserne.

#### Banque
De retour de l'armée, il se résout à opter pour un emploi de guichetier de banque afin de subvenir aux besoins d'Olga et de Mikhail qui croulent sous les problèmes financiers. Il ne renonce pas pour autant à ce qu'il sent naître en lui comme une véritable vocation : la voix. Il complète ses modestes revenus en chantant lors de mariages et autres événements. Il caresse le rêve de pouvoir bénéficier de la guidance d'un professeur expérimenté afin de parfaire ses balbutiements embryonnaires de technique vocale. Malheureusement, il ne dispose d'aucune fortune personnelle qui pourrait lui permettre de mener à bien son projet. De plus, la quasi-intégralité de son salaire sert à éponger les dettes de ses parents. D'heureuses circonstances l'amènent pourtant à rencontrer un client fortuné qui, passionné d'art lyrique et flairant le talent de son interlocuteur, lui offre de lui payer ses cours de chant chez un chanteur lyrique renommé et considéré comme le meilleur pédagogue de la voix du moment.

#### Öhman

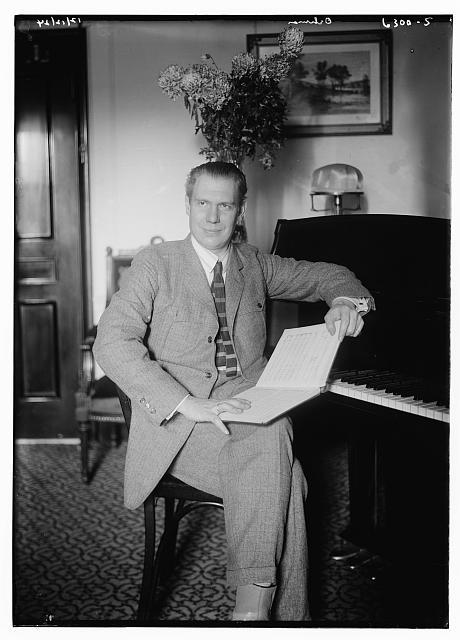
Premier professeur de chant : le ténor wagnérien Carl Martin Oehman.

Cette aide bienvenue l'amène ainsi à pouvoir se perfectionner auprès du ténor wagnérien Martin Öhman ainsi qu'à l'École royale supérieure de musique de Stockholm. Son professeur compte alors déjà dans son école le ténor suédois Jussi Björling auquel viendra plus tard se greffer la basse finlandaise Martti Talvela.

#### Novikova

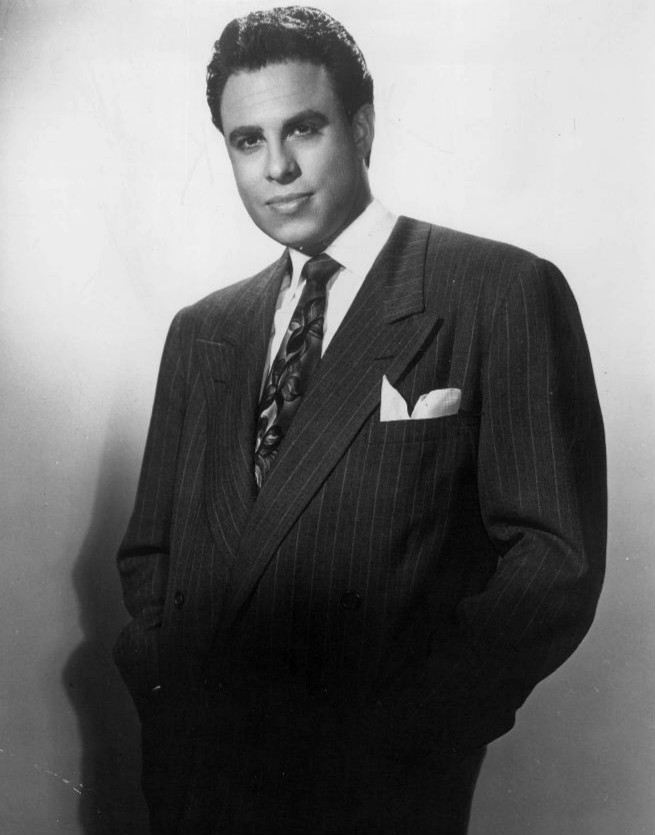
Le baryton-basse canadien George London, partenaire scénique et discographique de Gedda, formé, comme lui, durant nombre d'années, à l'enseignement magistral du bel canto issu de l'école Paola Novikova.

À partir de 1957, il peaufine sa technique et son art de l'émission à New York auprès de Paola Novikova, dont la rencontre marque une évolution décisive dans sa façon d'appréhender les diverses facettes de la technique vocale propre à l'art lyrique. De fait, Novikova, unique élève du baryton Mattia Battistini, est par extension l'ultime héritière de la tradition séculaire liée à l'ancienne école italienne de chant, l'authentique bel canto. Elle forme de nombreux élèves, eux-mêmes devenus des pointures internationales de l'art lyrique. Y figurent notamment les sopranos Helen Donath, Janine Micheau et Wilma Lipp ainsi que la contralto Fedora Barbieri et le ténor Ferruccio Tagliavini. Le baryton-basse canadien George London bénéficiera aussi de son enseignement pendant dix-sept ans, de 1950 à 1967. Quant à Gedda, il suivra inlassablement son enseignement pendant une dizaine d'années intenses de travail vocal jusqu'à ce qu'elle meure en 1967.

### Carrière internationale

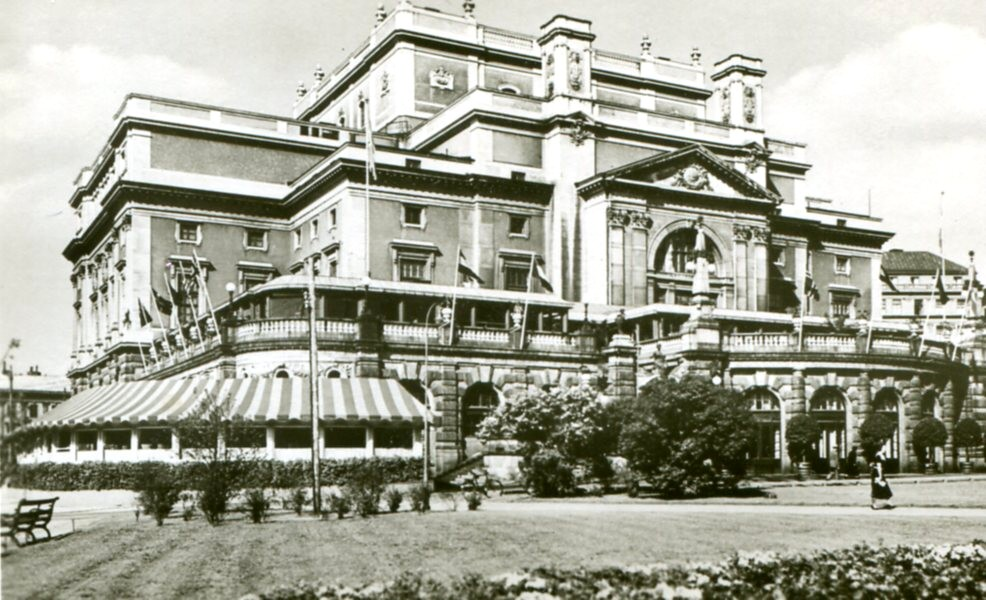
Débuts sur scène en 1952 à l'opéra royal de Stockholm dans le rôle de Chapelou du Postillon de Lonjumeau avec son redoutable contre-ré interprété à cette occasion en suédois.

#### Stockholm
Il fait ses premières armes en 1951 à l'opéra royal de Stockholm en participant à la création mondiale de l'opéra contemporain Der rote Stiefel (La botte rouge) du compositeur suisse alémanique Heinrich Sutermeister. La direction du Kungliga Operan, relevant sa facilité évidente à naviguer dans le registre aigu et même suraigu, lui confie l'année suivante la mission de chanter en version suédoise le rôle de Chapelou de l'opéra français Le Postillon de Lonjumeau d'Adolphe Adam. Le défi se montre de taille. En effet, l'un des airs clés — « Mes amis, écoutez l'histoire » — se conclut par un périlleux contre-ré. Cette difficulté n'effraie pas le jeune novice qui relève le défi en renouvelant sa prouesse à chaque représentation, ou en faisant retentir cette note pourtant si haut perchée sans difficulté apparente. Il pousse même l'outrecuidance dans l'aisance au point d'en faire perdurer l'éclat sonore sous forme de point d'orgue improvisé. Bien peu de ténors parviennent à se hisser à des cimes aussi vertigineuses sans risquer de compromettre leur intégrité phonatoire.

#### Legge

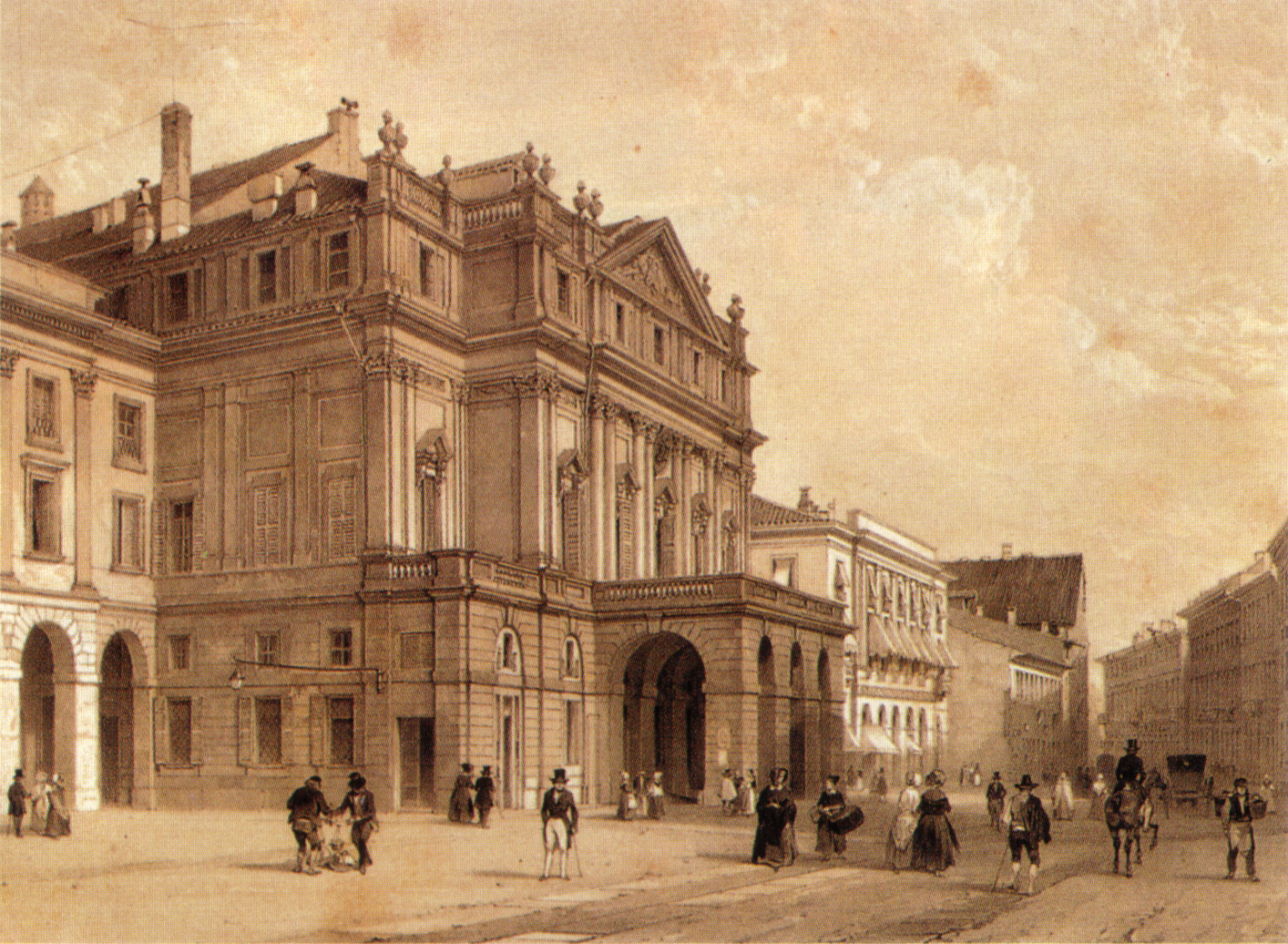
La Scala de Milan où, en 1953, le chef d'orchestre Herbert von Karajan invite Nicolai Gedda à chanter Don Ottavio dans Don Giovanni de Mozart.

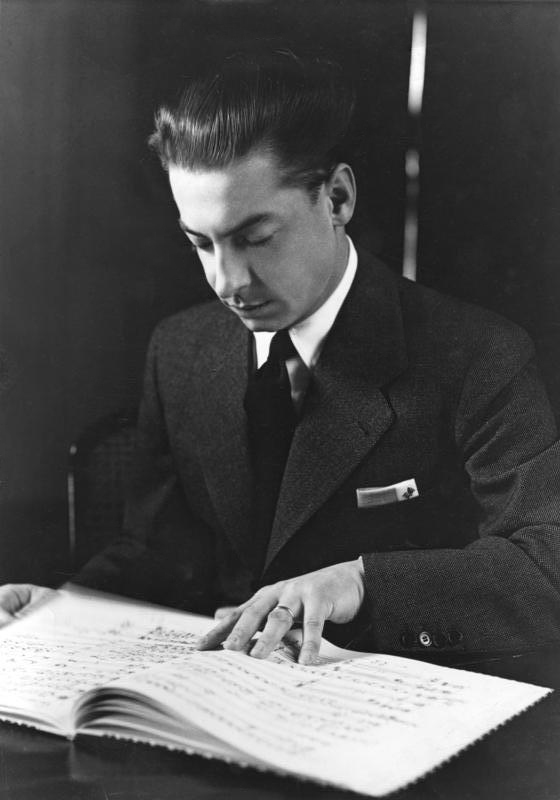
Herbert von Karajan.

La même année, le producteur britannique Walter Legge procède à un casting vocal destiné à recruter de nouveaux solistes en vue d'un futur enregistrement de l'opéra Boris Godouvov de Modeste Moussorgski. Lors des auditions auxquelles participent nombre d'aspirants chanteurs qui espèrent décrocher un contrat, le jeune Gedda, pressenti pour personnifier Dmitri, se joint aux réjouissances. Il interprète à cette occasion, en français, l'aria de Georges Bizet — « La fleur que tu m'avais jetée » — tiré de l'opéra Carmen. En quasi conclusion, juste avant les mots « Carmen, je t'aime », la mélodie comporte un passage vocal spécifique relativement ardu et réputé pour sa complexité qui se décline par la déclamation chantée « ... et j'étais une chose à toi ». Son exécution, restituée par palier chromatique sous forme vocalique ascendante, se hisse jusqu'au sib aigu tenuto. Se jouant de la difficulté, Gedda atteint et maintient durablement l'apothéose avec une aisance déconcertante qui impressionne son auditeur. Subjugué par le phénomène, Legge le met alors au défi d'entonner exactement le même segment parcellaire mais, cette fois-ci, d'une manière en tout point conforme à ce qu'indique la partition, à savoir : en nuance pianissimo telle que consignée in extenso par le signe pp. Qu'à cela ne tienne, Gedda s'exécute aussitôt avec, pour corollaire sonore, un « toi » aérien et translucide qu'il émet d'abord en voix mixte appuyée suivie d'un « messa di voce » qui laisse Legge pantois. À la fois ému et enthousiasmé par sa trouvaille, l'agent artistique s'empresse alors de contacter le chef d'orchestre Herbert von Karajan pour lui faire part de sa découverte, une perle rare « qui s'appelle Nicolai Gedda » et qui incarne selon lui « le meilleur ténor au monde ». Sa carrière est désormais lancée.

#### Répertoire

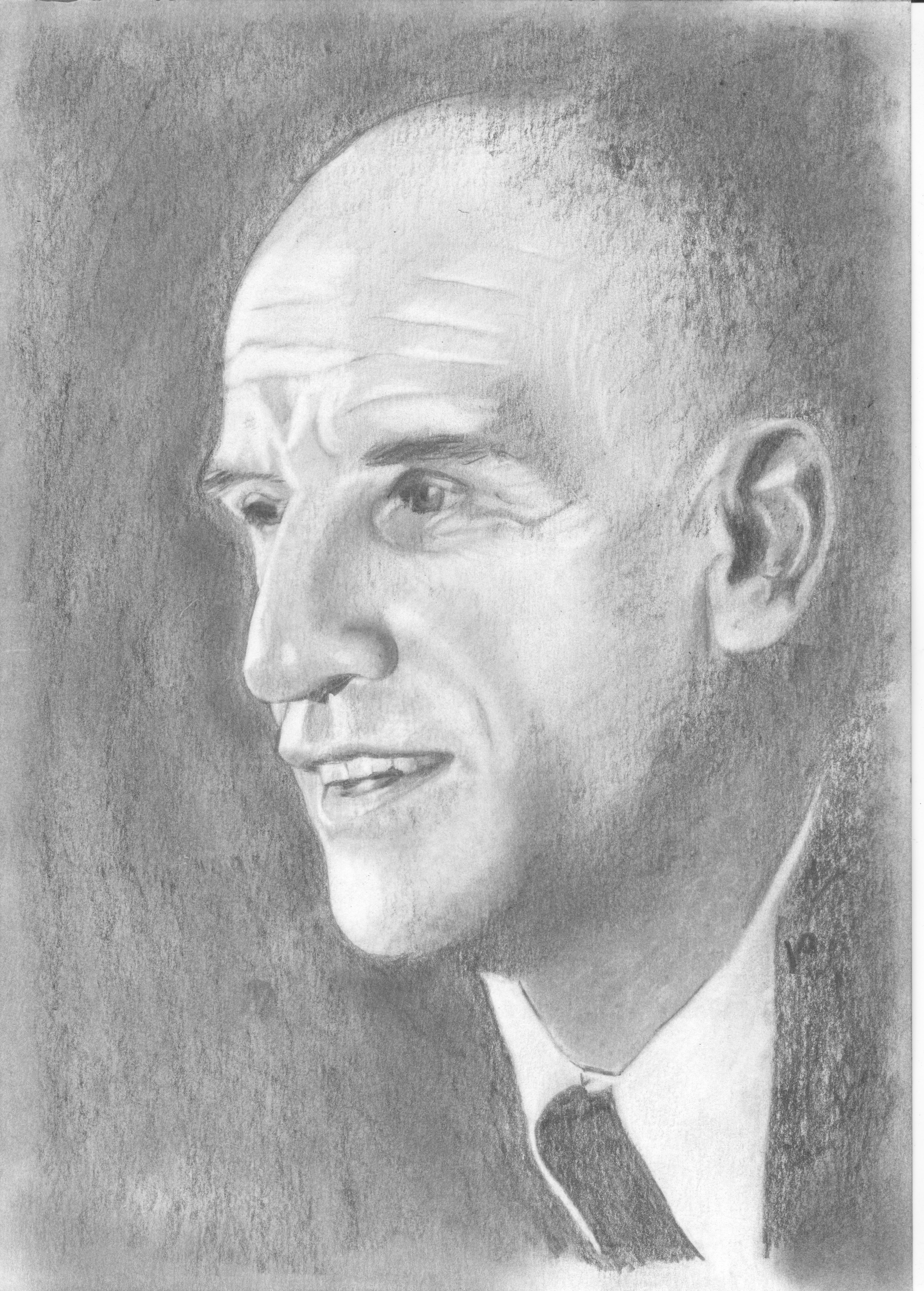
Le chef d'orchestre Dimitri Mitropoulos auprès duquel Nicolai Gedda participe à la création mondiale de l'opéra Vanessa de Samuel Barber au Metropolitan Opera de New York en 1957.

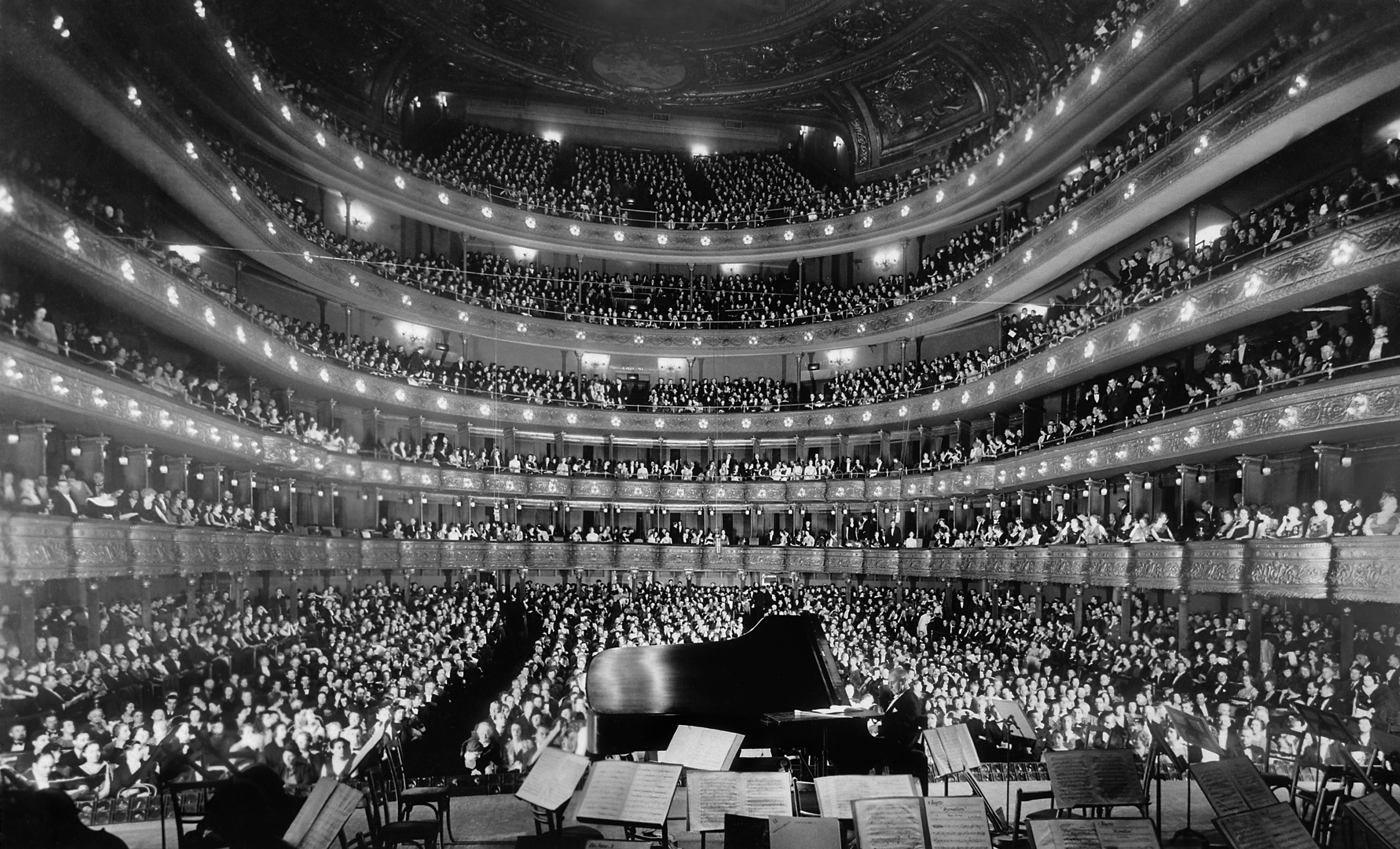
La salle mythique du Metropolitan Opera House de New York où Nicolai Gedda débute dans l'opéra Faust de Gounod. De 1957 à 1983, il demeure l'un des titulaires majeurs et historiques de cette vénérable institution au sein de laquelle il totalise 28 rôles de premier ordre répartis sur 367 représentations où il officie en qualité de ténor soliste principal.

Son répertoire comprend une cinquantaine d'opéras — dont tous les grands opéras mozartiens — ainsi qu'un nombre imposant d'oratorios, de messes et de cantates. Sa voix — claire, chaleureuse, flexible, puissante — convient idéalement aux rôles lyriques. En revanche, sa structure phonatoire l'éloigne d’œuvres wagnériennes telles que Siegfried, même s'il consent — à titre exceptionnel — à une prudente incursion dans ce type de répertoire censément réservé à des ténors plus lourds en abordant une seule et unique fois le rôle-titre de Lohengrin à l'opéra royal de Stockholm en janvier 1966.
Parmi ses « chevaux de bataille » figurent :
- tous les rôles de « ténor mozartien » tels que Belmonte ou Tamino ;
- l'opérette viennoise qu'il élève vers de nouveaux standards jamais atteints auparavant[11] ;
- l'opéra russe, dont un Lenski de référence[3].

S'y ajoutent maints opéras français qu'il estampille de son empreinte indélébile :
- Orphée — dans la version française de l'opéra Orfeo ed Euridice (Orphée et Eurydice) de Christoph Willibald Gluck établie d'après un livret traduit et augmenté par Pierre-Louis Moline — avec l'Orchestre de la Société des concerts du Conservatoire de Paris dirigé par Louis de Froment[21]. Sa partenaire dans le rôle d'Euridice, qu'il retrouve à cette occasion, n'est alors autre que Janine Micheau[22], élève du même professeur de chant que lui à New York, Paola Novikova[H 3] ;
- La Damnation de Faust d'Hector Berlioz ;
- le rôle de Cellini dans Benvenuto Cellini de Hector Berlioz ;
- le rôle-titre de Faust de Charles Gounod, l'un de ses grands succès qui, parmi d'autres, initie sa carrière au Metropolitan Opera de New York[3] ;
- Énée des Troyens de Berlioz ;
- Hoffmann des Contes d'Hoffmann de Jacques Offenbach ;
- Don José de Carmen de Georges Bizet ;
- Werther et Manon de Jules Massenet, etc.

### Interactions
Par ailleurs, sa discographie, impressionnante par son ampleur et sa qualité, l'amène à collaborer avec moult sommités de l'art lyrique.
Avec Elisabeth Schwarzkopf, épouse du producteur Walter Legge, il enregistre :
- la Passion selon saint Matthieu de Jean-Sébastien Bach. La distribution associée comprend les signatures connexes de Christa Ludwig, Peter Pears, Dietrich Fischer-Dieskau et Walter Berry sublimées par la baguette d'Otto Klemperer ;
- Les Contes d'Hoffmann de Jacques Offenbach aux côtés de Victoria de los Ángeles, George London, Ernest Blanc et les chœur et orchestre de l'Opéra de Paris dirigés par André Cluytens ;
- un Requiem de Verdi — désormais entré dans les annales du disque et considéré comme l'une des meilleures versions existantes — où chantent également Christa Ludwig et Nicolaï Ghiaurov sous la houlette du chef d'orchestre  Carlo Maria Giulini.

Deux versions discographiques de l'opéra Carmen figurent à son actif :
- la première, en 1960, avec Janine Micheau — ex élève comme lui de Paola Novikova — à laquelle s'allient la soprano Victoria de los Ángeles et le baryton Ernest Blanc under the baton of Sir Thomas Beecham ;
- une seconde mouture en 1964 — rendue fameuse par la présence de Maria Callas dans le rôle-titre — au côté d'Andréa Guiot — elle-même futur professeur de chant de sa fille Tania Gedda lors de son cursus estudiantin au conservatoire de Paris — et Robert Massard en Escamillo, l'ensemble bénéficiant du prestige octroyé par l'expertise du chef d'orchestre Georges Prêtre avec qui Nicolai Gedda, durant sa carrière, interagit heureusement de façon récurrente au cours d'autres empreintes phonographiques vouées à l'opéra français.

#### Ténor «multifacettes»

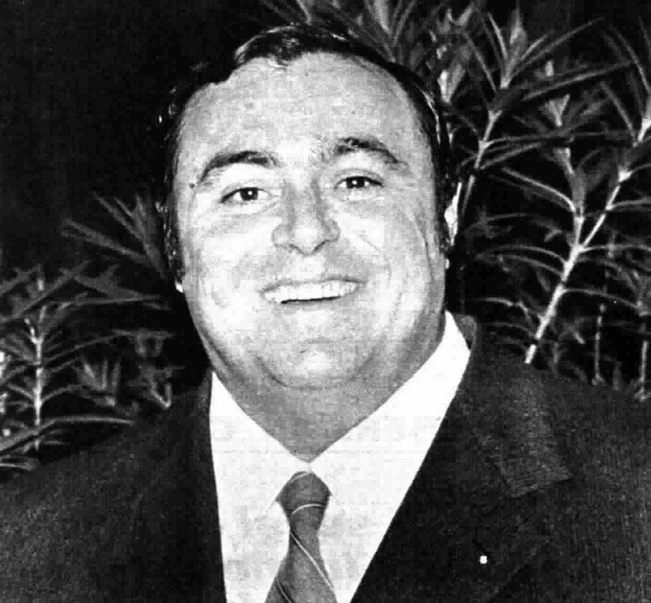
Pour son collègue et rival Luciano Pavarotti, il n’y a pas de ténor vivant qui ait une plus grande facilité dans le registre aigu que Gedda.

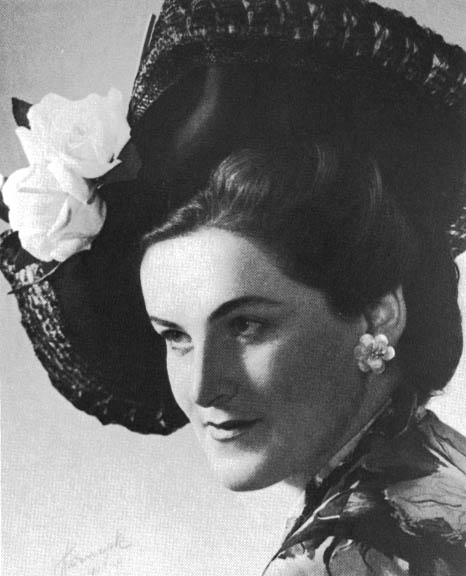
Selon sa collègue et compatriote suédoise, la soprano wagnérienne Birgit Nilsson, Nicolai Gedda demeure, historiquement parlant, le ténor le plus musicien, le plus polyvalent, le plus subtil et le plus nuancé que le monde lyrique ait jamais connu.

À ce jour, Nicolai Gedda peut se prévaloir du record mondial du nombre d'enregistrements discographiques classico-lyriques, toutes catégories, tessitures vocales et idiomes confondus,,. Féru de littérature, hyperpolyglotte, il appréhende le contenu des grandes œuvres littéraires en sept langues tout en en maîtrisant, parlant et chantant plus de neuf autres — avec une prononciation irréprochable dénuée de tout accent étranger — parmi lesquelles figurent ses quatre expressions d'origine — russe, suédois, allemand, français — auxquelles s'ajoutent l'anglais, l'italien, l'espagnol, le portugais, le grec, l'hébreu, le latin, le norvégien, le néerlandais ainsi que la plupart des langues scandinaves,,,. Évoquant la qualité magistrale de sa diction française, le critique musical Renaud Machart écrit : « Il chantait notre langue à la perfection » Dans le webzine francophone Forumopera.com, l'avocat à la cour et féru d'art lyrique Antoine Brunetto le considère comme « sans conteste l’un des ténors les plus marquants du vingtième siècle ». Le compositeur Yves Rinaldi précise quant à lui que même si la typologie vocale de Gedda ne correspond pas spécifiquement au ténor italien di forza ou du Heldentenor allemand, son « exemplarité » en matière de « polyvalence » lui paraît néanmoins évidente.

#### Critiques dithyrambiques
En 1976, le pianiste et critique musical Richard Dyer — rédigeant sa recension pour le compte du Boston Globe après avoir assisté à une représentation d'Eugène Onéguine donnée en version de concert avec l'orchestre symphonique de Boston — s'extasie devant l'interprétation de l'air de Lenski restituée par Gedda qui constitue à ses yeux « une démonstration éclatante attestant combien une aussi parfaite maîtrise du chant lyrique relève du plus haut accomplissement de l'art humain. »
Une estime tout autant partagée par son collègue ténor Luciano Pavarotti qui se plait à répéter qu'« il n’y a pas de ténor vivant qui ait une plus grande facilité dans le registre aigu que Gedda ».
Idem pour sa compatriote, la soprano wagnérienne Birgit Nilsson, affirmant combien « historiquement parlant, Nicolai Gedda est incontestablement le ténor le plus musicien, le plus polyvalent, le plus subtil et le plus nuancé qu'il [lui] ait été donné de côtoyer tout au long de [sa] carrière, voire que le monde lyrique ait même jamais connu ».

### Portraits intimistes
Gedda considère que ses deux mariages initiaux — le premier avec la pianiste franco-russe Nadia Sapounoff Nova, puis le second, en 1965, avec Anastasia Caraviotis, d'origine grecque — se sont soldés autant l'un que l'autre par un « désastre » à la fois émotionnel et financier. En 1977, il rencontre celle qui, deux décennies plus tard, deviendra sa future troisième compagne de vie, Aino Sellermark. Celle-ci, sous son nom de plume, Anna Maria Berman, collabore avec lui pour l'aider à rédiger une autobiographie. Le livre paraît en suédois la même année sous le titre Gåvan är inte gratis — littéralement « Le don n'est pas gratuit » que l'on peut traduire par Le revers de la médaille — avant de se voir refondu, complété, enrichi, traduit puis réédité et publié en anglais une vingtaine d'années plus tard avec un nouvel intitulé : Nicolai Gedda, my life and art.
Le contenu des deux ouvrages précités relate plusieurs épisodes sensibles qui jalonnent son cheminement existentiel. Il y confesse entre autres sa fuite viscérale des mondanités ainsi que son indifférence fondamentale envers toute forme de statut médiatique pour y substituer un dévouement corps et âme à la musique. Il confie d'ailleurs un jour en anglais à la caméra combien ses priorités se focalisent avant toute chose sur un objectif liminaire prépondérant dont la substance essentielle vise à tenter autant que faire se peut de réussir à restituer le meilleur résultat musical possible en toutes circonstances en s'évertuant indéfectiblement à honorer l'intention première du compositeur. Le contenu de sa biographie décrit en outre comment, à l'âge de 17 ans, il apprend inopinément sa condition initiale d'enfant abandonné. Il découvre à cette occasion que ceux qu'il croit être ses parents l'ont en réalité recueilli à sa naissance pour lui éviter d'être confié à un orphelinat. Pourtant, ceux qu'il qualifie de bienfaiteurs — et dont il salue de courage d'avoir osé braver les instances tutélaires pour prendre soin de lui — se voient contraints de cacher illégalement le petit être aux yeux des autorités. Ils doivent pour ce faire user de stratagèmes et ruser à tout bout de champ avec l'administration suédoise. Celle-ci ne leur laisse aucun espoir d'adoption officielle en dépit d'un lien biologique de parenté pourtant formellement avéré. Motif invoqué : la condition précaire et le manque de moyens financiers du couple. Ses premières années ne se montrent non plus pas tout rose, notamment avec Mikhail qui, particulièrement sévère et exigeant, pratique une éducation à la hussarde en n'hésitant pas à frapper violemment l'enfant avec sa ceinture en réponse à toute infraction supposée ou réelle.
Gedda raconte également ses retrouvailles sporadiques — uniques et brèves — avec sa mère génitrice. Quant à son père d'origine, qu'il n'a jamais cherché à rencontrer, il en entend fortuitement parler un soir d'été de 1977 par un chauffeur de taxi auprès duquel il a réservé sa course en mentionnant son nom de scène. Le conducteur paraît surpris de voir un visage autre que celui initialement escompté. En effet, son tout dernier client de la veille, lui confie-t-il, portait exactement le même nom... sauf qu'il était beaucoup plus âgé et lui avait enjoint de le conduire en toute hâte aux urgences hospitalières à la suite d'un malaise cardiaque. En procédant à divers recoupements implicitement révélateurs, Gedda comprend dès lors que son interlocuteur, ne se doutant guère de l'impact émotionnel engendré par ses paroles, fait bel et bien référence sans le savoir à son père biologique. Le décès de ce dernier lui sera d'ailleurs confirmé peu après par la sœur de celui-ci, en l'occurrence sa tante paternelle Olga devenue symboliquement et par la force des choses sa mère d'adoption officieuse depuis sa plus tendre enfance.
Souffrant de fréquents accès de dépression, il dévoile en 1969 combien le handicap induit par un trac extrême transforme chacune de ses prestations artistiques en un calvaire dont il s'évertue à ne jamais rien laisser transparaître.
De sa première union avec Nadia — décédée en 2016 — naît Tatiana, elle-même cantatrice et professeur de chant — nom de scène : Tania Gedda — formée par Andréa Guiot autrefois partenaire de Nicolai lors de son premier enregistrement de Guillaume Tell en 1967. Père et fille donneront ensemble plusieurs concerts en duo avec orchestre. Sa deuxième épouse, Anastasia, mère de son deuxième enfant, Dimitri, retourne à New York avec sa progéniture après le divorce. Elle y meurt en 2007.
Il épouse Aino en 1997 et partage sa vie avec elle entre la Suède — dans son appartement du 28 Valhallavägen à Stockholm — et sa résidence suisse à Tolochenaz. Conforté aux côtés de sa douce moitié de longue date, il connaît auprès de l'ultime femme de sa vie une forme de bonheur tranquille et de sérénité à la fois paisible et durable.

### Dernier adieu

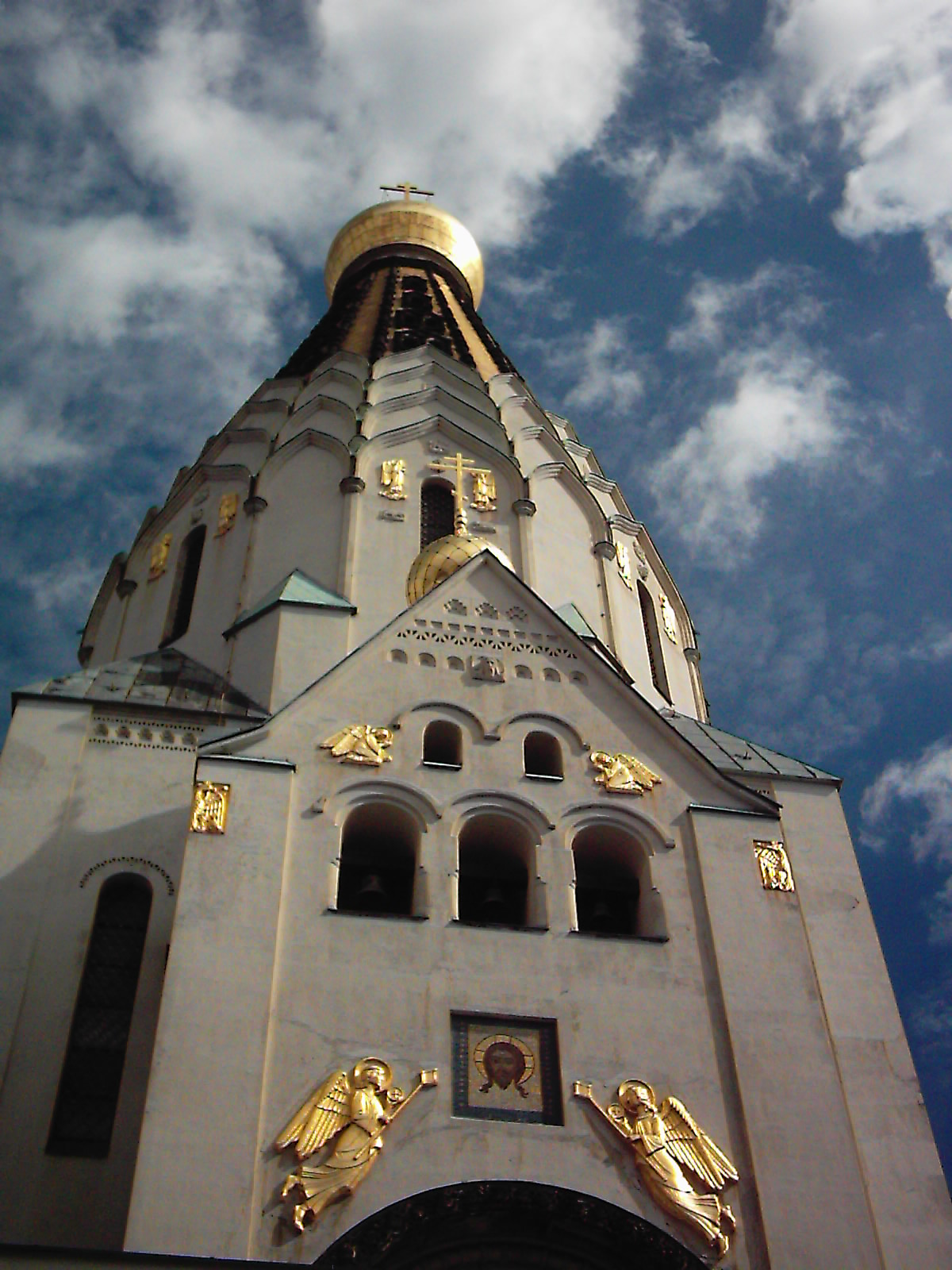
2005 : dernier concert de Nicolai Gedda à l'âge de 80 ans sous forme de retour aux origines au sein de l'Église orthodoxe russe du souvenir ayant bercé ses premières années. Enfant, plus de soixante-dix années auparavant, il y chantait régulièrement comme soliste jusqu'en 1934 sous la direction de Mihail Ustinoff, son père adoptif, qui y exerçait la fonction de maître de chapelle.

Nicolai Gedda conclut définitivement sa carrière en 2005, à l'âge de 80 ans, en offrant un tout dernier concert au sein de l'église orthodoxe russe de Leipzig aux côtés de l'ensemble vocal auprès duquel, autrefois, sous la direction attentive de son père, jusqu'en 1934, il s'était originairement déjà illustré enfant à maintes reprises en qualité de jeune soliste plus de soixante-dix années auparavant.
Dix ans après cette ultime apparition publique, sa potentielle disparition est évoquée une première fois — au conditionnel — le 16 mai 2015 par le webzine Forumopera, suivi du journal Le Monde, à la suite d'une annonce erronée parue initialement la veille sur la Wikipédia anglophone, suscitant collatéralement un florilège d’hommages posthumes prématurés via divers réseaux sociaux.
Près de deux années plus tard, le 9 février 2017, France Musique révèle que, selon les propos rapportés par sa fille Tania à Forumopera.com, il s'est éteint plus d'un mois auparavant, le 8 janvier 2017, « a priori sans souffrance, vraisemblablement d’un arrêt cardiaque, dans sa résidence » suisse à Tolochenaz,. Le communiqué précise en outre que « sa mort survient peu de mois après celle de sa première épouse Nadia et peu de jours après celle de Georges Prêtre avec lequel il collabora à plusieurs reprises en Don José, notamment dans l’enregistrement de Carmen aux côtés de Maria Callas. »
Le lendemain, dans sa nécrologie du journal Le Monde, Marie-Aude Roux écrit : « Drôle de fin pour celui dont la carrière restera comme les plus éblouissantes du XXe siècle, ne serait-ce que par l'importance d'un legs discographique [...] couvrant un répertoire ouvert sur l'universel. »

### Hommages

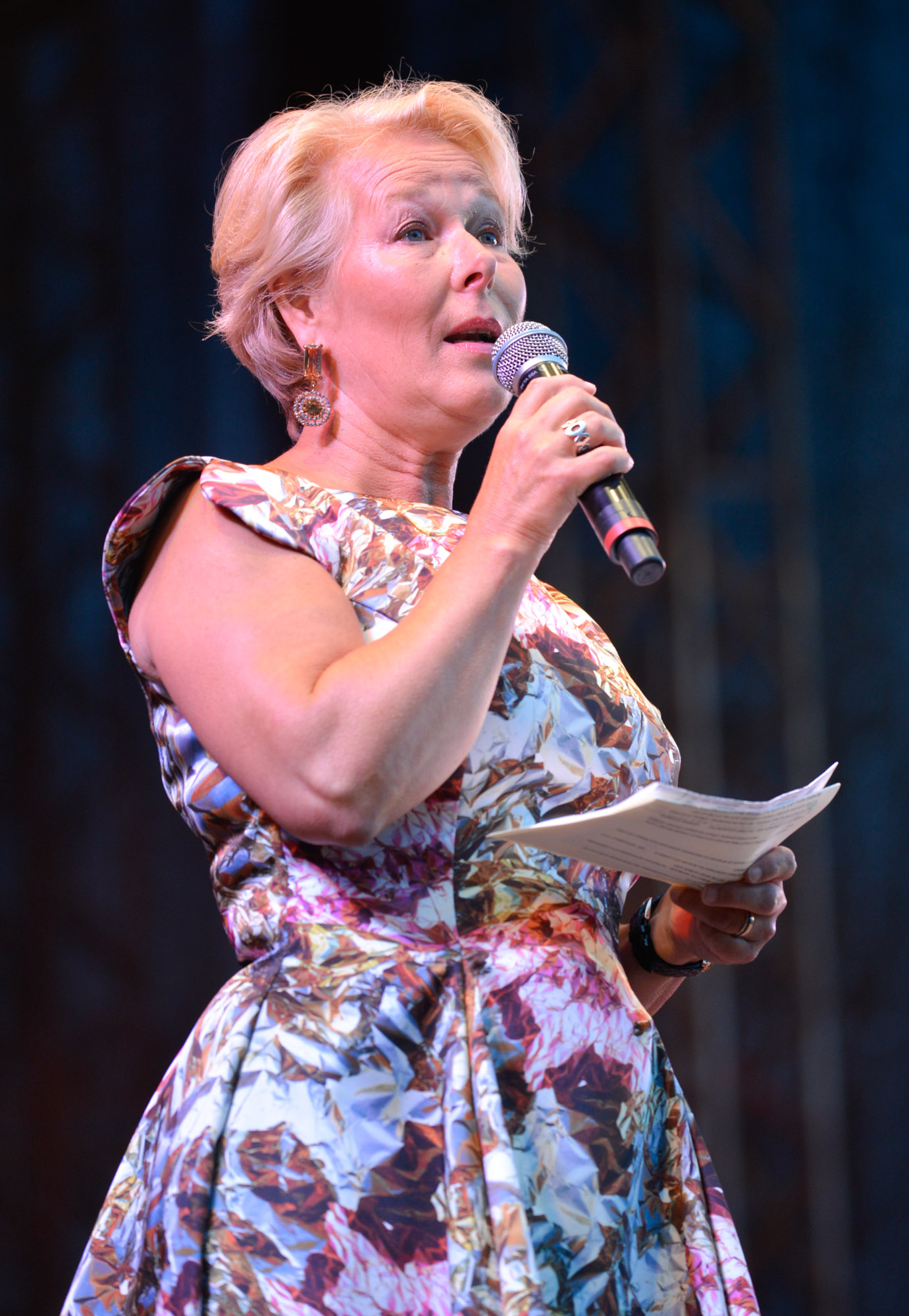
Hommage de l'opéra royal de Stockholm par la voix de son actuelle directrice générale, la mezzo-soprano wagnérienne Birgitta Svendén.

Concomitamment, dans un communiqué publié sur son site, l'opéra royal de Stockholm rend hommage à l'artiste par la voix de son actuelle directrice générale, la mezzo-soprano wagnérienne Birgitta Svendén. Celle-ci évoque avec tendresse et admiration un épisode épique relatif à l'une de ses collaborations passées avec Gedda lors d'un Eugène Onéguine « mémorable » à Stockholm aux côtés de celui que ses partenaires de travail surnomment affectueusement « Nico ». Ce jour-là, Gedda, accepte de remplacer au pied levé un ténor momentanément souffrant. Comme il ne connait à l'époque son rôle que dans la seule langue d'origine, il entonne son chant en russe alors que le reste des solistes lui donne la répartie en suédois. À cette occasion, Svendén se sent subjuguée par la « qualité unique » de son « chant lumineux » ainsi que par son « incarnation éblouissante » du personnage de Lenski. Elle évoque « un artiste d'exception, doté d'une musicalité aussi impressionnante que son sens aigu de la prosodie et de la sémantique linguistique, sachant comme nul autre ciseler chaque syllabe contenue dans un texte de manière à en restituer la quintessence d'une façon en tout point conforme à l'idiome d'origine ». Elle relève en outre « sa maîtrise exemplaire de la nuance et des subtilités du phrasé ». Selon elle, son art du chant constitue « un enseignement de référence inégalé pour tout jeune aspirant chanteur ». Elle notifie également combien « il a su élever son art de l'opérette vers de nouveaux sommets dont maints enregistrements discographiques conservent la trace pérenne », attendu que « son intelligence musicale le portait avec délectation à interpréter ce répertoire auquel il savait d'emblée combien sa voix était susceptible de convenir idéalement. » Elle se réjouit également de constater combien la sagesse, la retenue et la capacité de modération dont il a constamment su faire preuve tout au long d'une carrière exceptionnellement longue lui ont évité de sombrer dans un piège redoutable — celui de céder à la tentation d'interpréter prématurément des rôles trop dramatiques avant l'heure — qui, s'il y avait succombé, aurait alors pu contribuer à endommager irréversiblement la « finesse exquise [d'un] timbre » qu'elle qualifie de « suave ».
The Telegraph poursuit le même jour sur une lancée analogue en qualifiant d'emblée Nicolai Gedda comme « l'un des plus grands ténors de tous les temps ».

## Distinctions
- 1965 – Hovsångare[11] : affiliation honorifique à la cour du roi
- 1966 – Académie royale suédoise de musique : membre d'honneur du Conseil no 725
- 1968 – Litteris et Artibus : médaille des arts et des lettres
- 1976 – Medaljen för tonkonstens främjande (MusAGM) : médaille de la « promotion pour la musique » décernée par l'académie royale de musique en qualité de plus haute distinction honorifique de Suède. Son octroi vise à récompenser « une personnalité exceptionnellement méritante en vertu de ses apports exemplaires au bénéfice de la musique »
- 1987 – Fonogramartistpristagare : Grand Prix du disque pour sa contribution exceptionnelle au prestige et au rayonnement international de l'industrie musicale[25]
- 1989 – Kammersänger[35]
- 1995 – Commandeur des Arts et des Lettres[36]
- 2007 – prix Caruso : ambassadeur du bel canto à travers le monde[37],[38]
- 2010 – Légion d’honneur[39]

## Œuvre

### Écrits
- (sv) Nicolai Gedda et Aino Sellermark Gedda, Gåvan är inte gratis [« Le Revers de la médaille »], Stockholm, éd. Bonnier, 1977, 227 p. (ISBN 91-0-041939-7 et 9789100419394, OCLC 3707152).
- (en) Berton Coffin (préf. Nicolai Gedda), Coffin's Sounds of Singing : Principles and applications of vocal techniques with chromatic vowel chart, Metuchen (New Jersey), London, Scarecrow Press, 1987 (réimpr. 1987, 2002), 2e éd. (1re éd. 1960, puis c. 1976 sous le titre The Sound of Singing), 308 p., bibliographie en p. 290-298, glossaire en p. 299-303, ill., musique ; 29 cm + chromatic vowel chart (ISBN 978-0-8108-1933-7, 1461657547 et 9781461657545, OCLC 842118229, BNF 42916961, LCCN 86015491, lire en ligne), chap. 1er (« The Teaching of Paola Novikova: a traditional Italianate intuitive approach to the teaching of singing »), p. 15-42.
- (en) Nicolai Gedda et Aino Sellermark Gedda (trad. du suédois par Tom Geddes), My Life and Art [« Nicolai Gedda : ma vie, mon art »], Portland, Oregon, Amadeus Press, coll. « Opera biography series » (no 12), 1999, 244 p., édition revue et augmentée de Gåvan är inte gratis (cf. supra) originellement paru en langue suédoise en 1977 sous les mêmes signatures conjointes (ISBN 0-585-18392-9 et 9780585183923, OCLC 44961885, LCCN 98042923)[4].

### Enregistrements
Discographie partielle

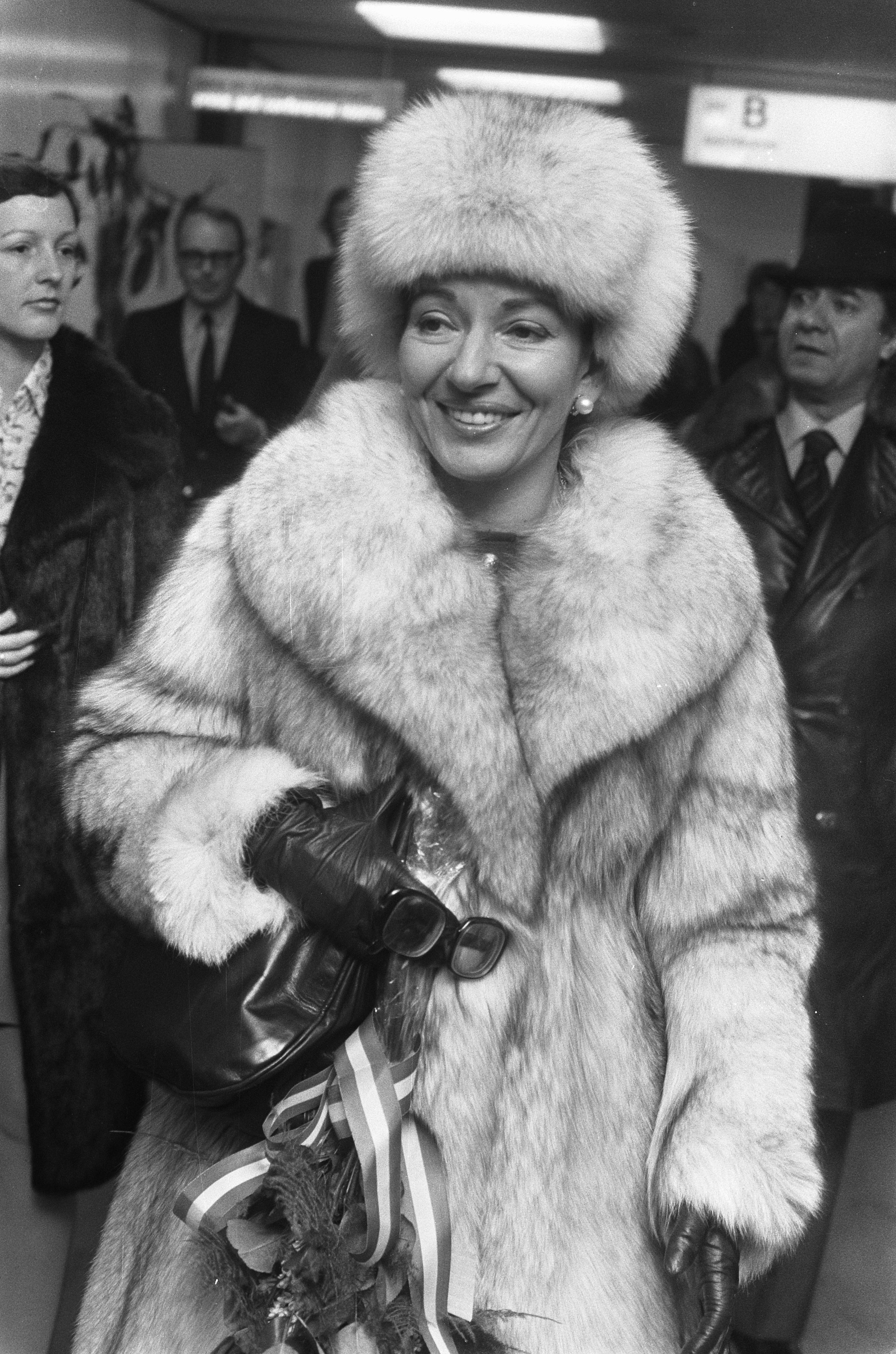
Maria Callas, sa partenaire lors de l'enregistrement discographique de l'opéra Carmen de Georges Bizet placé sous la direction de Georges Prêtre.

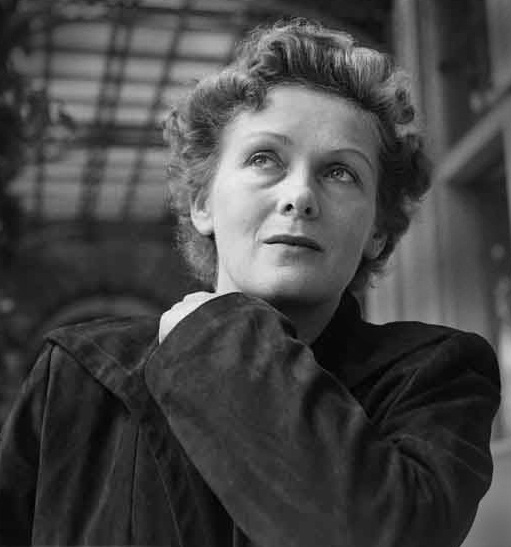
La soprano Elisabeth Schwarzkopf, épouse du producteur Walter Legge : Nicolai Gedda enregistre à ses côtés la Passion selon saint Matthieu de Johann Sebastian Bach, Les Contes d'Hoffmann de Jacques Offenbach ainsi que, sous la direction de Carlo Maria Giulini, un Requiem de Verdi désormais entré dans les annales du disque et considéré comme l'une des meilleures versions existantes.

- Daniel François Esprit Auber : Fra Diavolo, avec Mady Mesplé, orchestre philharmonique de Monte-Carlo, Marc Soustrot (dir.)
- Johann Sebastian Bach : Passion selon saint Matthieu, avec Elisabeth Schwarzkopf, Christa Ludwig, Peter Pears, Dietrich Fischer-Dieskau, Walter Berry, London Philharmonic Choir, London Philharmonic Orchestra, Otto Klemperer (dir.) - EMI Classics 1961
- Hector Berlioz :
- Requiem, Nicolai Gedda, ténor, Kölner Rundfunk-Sinfonie-Orchester, Hamburger Kölner Rundfunk-Sinfonie-Chor, dir. Dimitri Mitropoulos (enregistrement 26/08/1957) LP ICA classic report CD Andromeda 2008
  - Benvenuto Cellini (rôle-titre), avec Christiane Eda-Pierre, Jane Berbié, Robert Massard, Jules Bastin, BBC Symphony Orchestra, Colin Davis (dir.) - Philips, 1972
  - La Damnation de Faust (Faust), avec Janet Baker, Gabriel Bacquier, chœur et orchestre de l'Opéra de Paris, Georges Prêtre - EMI Classics, 1970
  - La Damnation de Faust (Faust), avec Josephine Veasey, Jules Bastin, Ambrosian Singers, Orchestre symphonique de Londres, Colin Davis (dir.) - Philips, 1973
- Georges Bizet :
  - Carmen (don José), avec Victoria de Los Angeles, Janine Micheau, Ernest Blanc, Orchestre national de la Radio française, Thomas Beecham (dir.) - La Voix de son maître/EMI, 1960
  - Carmen (don José), avec Maria Callas, Andréa Guiot, Robert Massard, chœur René Duclos, Orchestre de l'Opéra de Paris, Georges Prêtre (dir.) - La Voix de son maître/EMI, 1964
  - Les Pêcheurs de perles (Nadir), avec Janine Micheau, Ernest Blanc, chœur et orchestre de l'Opéra-Comique, Pierre Dervaux (dir.) - Columbia , 1961
  - Gustave Charpentier: Louise, avec Beverly Sills, Orchestre du Théâtre National de l'Opéra, Julius Rudel (dir.)
- Dmitri Chostakovitch : Lady Macbeth de Mtsensk, avec Galina Vichnevskaia, Ambrosian Singers, Orchestre symphonique de Londres, Mstislav Rostropovitch (dir.) - EMI Classics, 1978
- Edward Elgar : The Dream of Gerontius, London Philharmonic Choir, John Alldis Choir, New Philharmonia Orchestra, Adrian Boult (dir.) - EMI Classics, 1976
- Charles Gounod :
  - Faust (rôle-titre), avec Victoria de Los Angeles, Boris Christoff, chœur et orchestre de l'Opéra de Paris, André Cluytens (dir.) - La Voix de son maître/EMI, 1953
  - Mireille avec Jeanette Vivalda, Michel Dens, chœur du Festival d'Aix-en-Provence, Orchestre de la Société des concerts du Conservatoire, André Cluytens (dir.) - La Voix de son maître/EMI, 1954
- Jules Massenet, Werther (rôle-titre), avec Victoria de los Ángeles, Orchestre de Paris, Georges Prêtre (dir.) - EMI Classics, 1968
- Jules Massenet: Cendrillon (le prince charmant) avec Frederica von Stade, Philharmonia Orchestra, Julius Rudel, RCA, 1976
- Jules Massenet: Manon (Des Grieux) avec Beverly Sills, New Philharmonia Orchestra, Julius Rudel, 1970
- Jules Massenet: Thaïs, (Nicias), avec Beverly Sills, New Philharmonia Orchestra, Lorin Maazel, 1976
- Giacomo Meyerbeer :
  - Les Huguenots, avec Rita Shane, Wiener Kammerorchester, Ernst Märzendorfer (dir.) – Myto Records, 1971
  - Le Prophète, avec Marilyn Horne, Orchestre de la RAI, Henry Lewis (dir.) - BJR Records, 1970
- Modeste Moussorgsky : Boris Godounov (Grigori et Dimitri), avec Martti Talvela, chœurs et orchestre de la Radio polonaise, Jerzy Semkow (dir.) - EMI Classics, 1977
- Wolfgang Amadeus Mozart :
  - Don Giovanni (don Ottavio), avec Christa Ludwig, Mirella Freni, Walter Berry, Nicolaï Ghiaurov, New Philharmonia Orchestra and Chorus, Otto Klemperer (dir.) - EMI Classics, 1966
  - La Flûte enchantée (Tamino), avec Gundula Janowitz, Walter Berry, Lucia Popp, Otto Klemperer (dir.) - EMI Classics, 1964
- Jacques Offenbach, Les Contes d'Hoffmann (rôle-titre), avec Elisabeth Schwarzkopf, Victoria de Los Angeles, George London, Ernest Blanc, chœur et orchestre de l'Opéra de Paris, André Cluytens (dir.) - La Voix de son maître/EMI, 1965
- Giacomo Puccini, Madame Butterfly (Pinkerton), avec Maria Callas, chœur et orchestre de la Scala de Milan, Herbert von Karajan (dir.) - EMI Classics, 1955
- Gioacchino Rossini : Guillaume Tell, avec Montserrat Caballé, Gabriel Bacquier, Royal Philharmonic Orchestra, Lamberto Gardelli
- Gioacchino Rossini : Le Turc en Italie, avec Maria Callas, théâtre de la Scala, Gian Andrea Gavazzeni
- Giuseppe Verdi : Rigoletto (duc de Mantoue), avec Reri Grist, Cornell MacNeil, chœur et orchestre de l'Opéra de Rome, Francesco Molinari-Pradelli (dir.) - EMI Classics, 1968
- Albert Roussel, Padmâvatî, Marilyn Horne, Padmâvatî, Ratan-Sen, José van Dam, Alaouddin, Orchestre National du Capitole de Toulouse, dir. Michel Plasson 1982 1983 report 2 CD Erato 2019

## Technique vocale

### Appoggio
L'enseignement dispensé par son premier maître Carl Martin Oehman lui pose initialement les bases d'une projection sonore qui repose sur plusieurs piliers interactifs indissociables :

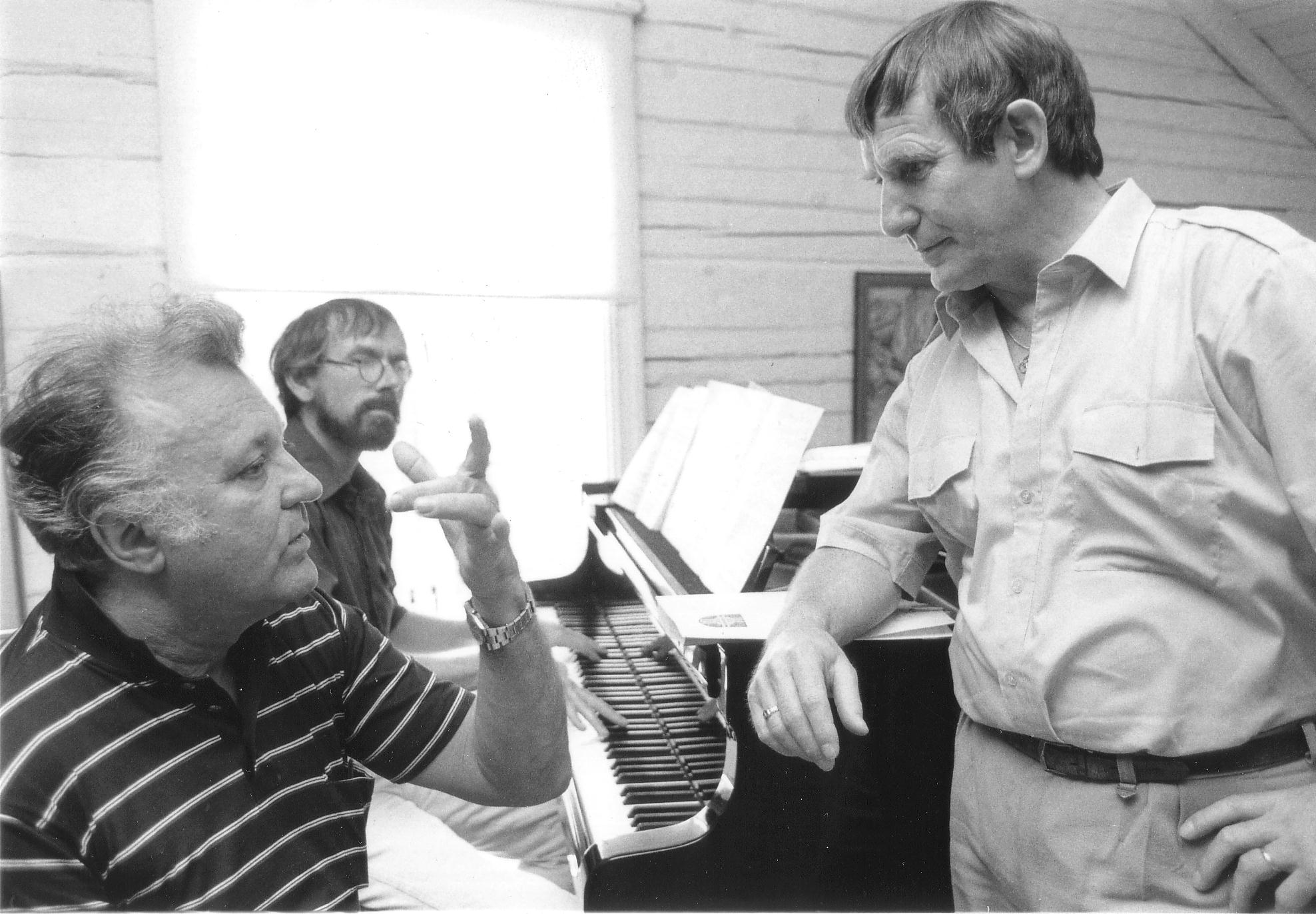
1987 : Nicolai Gedda (à gauche) dispense une classe de maître en Finlande lors du festival de musique de Korsholm (Korsholman musiikkijuhlat).

1. « Lo sbadiglio », en l'occurrence « le bâillement » ou plutôt « l'esquisse de bâillement » générant automatiquement le soulèvement de la luette en libérant concomitamment l'accès à la voute palatale afin de permettre aux vibrations émises de se focaliser prioritairement vers les régions osseuses prioceptrices[H 4].
2. Le maintien de la cage thoracique constamment ouverte et érigée (« erect » en anglais), un peu comme en apnée, lors de l'acte vocal, de telle façon à assurer le support nécessaire à l'émission dont le socle se décline en un judicieux équilibre de répartition entre la contention respiratoire et l'insufflation aérienne subordonnée à l'adduction cordale[H 5].
3. La conglomération intrinsèque vers le « masque de résonance » — « la maschera » en italien — dont la perception régionale osseuse, ajoutée à une projection directionnelle ciblée, permet à la vibration laryngée d'emplir et rendre effectifs, par « décodage sonore », les « résonateurs » d'appoint naturels, eux-mêmes servant, par ricochet inducteur, d'amplificateur secondaire via l'équilibre d'impédance prodigué par la soufflerie interne[H 4],[H 6].
4. La « couverture du son » appliquée systématiquement sur les zones dites « de passage » dont l'emplacement correspond aux notes transitoires situées vers le haut médian de la tessiture, là où généralement le timbre, faute d'entraînement ad hoc, tend naturellement à se fissurer voire, alternativement, à virevolter machinalement en voix de fausset (« falsetto » en italien). La technique appropriée consiste dès lors à solliciter divers mécanismes idoines dont la mise en œuvre tend à favoriser une « réunification » fluidifiée des « registres vocaux » auparavant ubiquitaires de telle façon à ce que le « changement de vitesse » — prévalant d'ordinaire entre les segments interstitiels auparavant scindés par antagonisme erratique — puisse habilement s’opérer sans heurt perceptible voire, idéalement, se conjoindre optimalement à la zone frontalière subcontiguë[12],[40].

### Scuola italiana

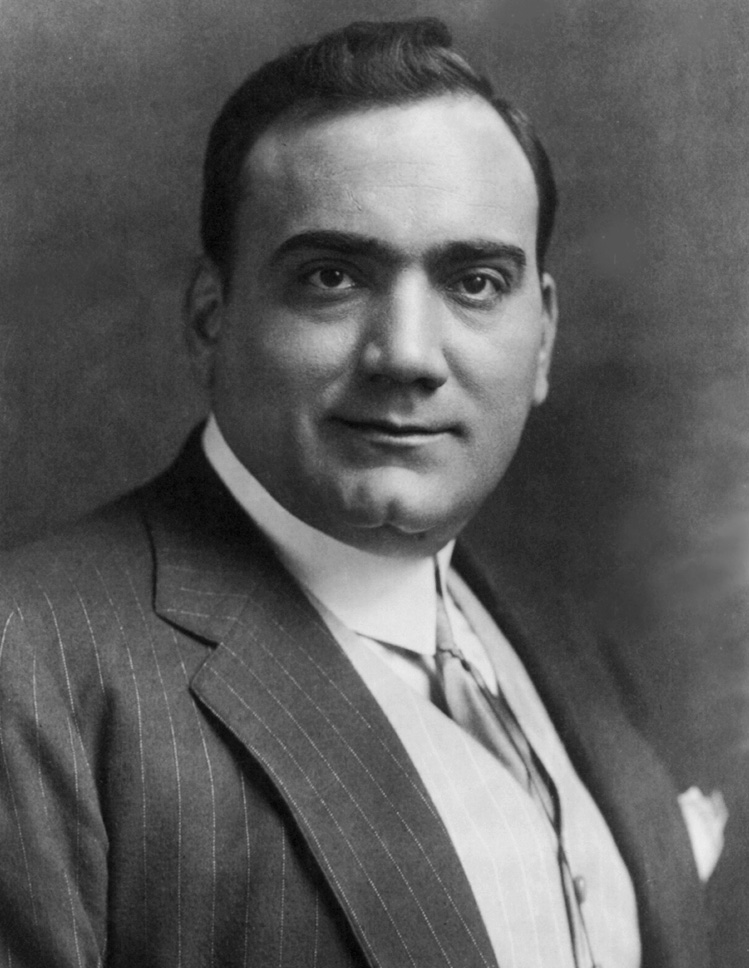
Le ténor Enrico Caruso dont Gedda scrute et assimile les fondements de la technique vocale en écoutant ses enregistrements discographiques à longueur de journée.

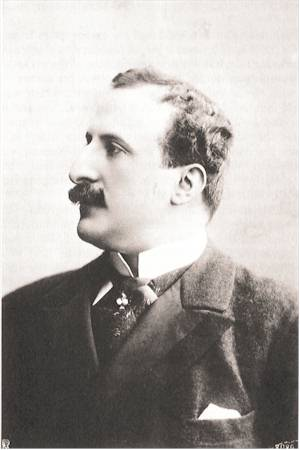
Mattia Battistini, surnommé le roi des barytons, dont se trouve prioritairement issu l'enseignement magistral du bel canto dispensé par la soprano colorature et pédagogue de la voix Paola Novikova à son élève, Nicolai Gedda.

Dans l'opuscule du coach vocal et baryton Berton Coffin dont Gedda rédige la préface de l'édition 1987, il explique combien l'enseignement de Paola Novikova — cette pédagogue d'origine russe auprès de laquelle il travaille d'arrache-pied durant dix ans — se révèle profitable. Lors de ses premières incursions au Metropolitan Opera de New York, il va d'ailleurs la consulter obstinément jusqu'à trois fois par jour en travaillant l'entièreté de son répertoire sous sa direction artistique et technique.
Sa vision perceptive se décline comme suit :
- Elle considère la voix comme un instrument à vent et le traite donc comme tel.
- Gedda apprend à travers elle à maîtriser les arcanes et subtilités du moïto, de l'« aperto-coperto », de la « mezza voce », du « squillo », du « chiaroscuro (en) », toutes notions implexes impérativement subordonnées aux passages inducteurs dont la préhension égalitaire et autant que possible « imperceptible » s'avère indispensable à la préservation et l'optimisation pérenne de la sphère laryngée.
- Il y perfectionne également son approche intégrative de la fameuse « couverture du son » dont l'implémentation souverainement individualisée demeure spécifique à son art. Il y met en exergue un must incontournable qu'il essaime au niveau de zones émissives intermédiaires ciblées par le biais d'une approche systémique de la « messa di voce[c] ».
- L'ensemble contextuel repose sur une synergie holistique dont la mise en œuvre structurelle exige une maîtrise savamment élaborée de la contention respiratoire subordonnée à une gestion répartitive optimale du souffle vers les points d'ancrage priocepteurs[H 5],[H 4],[H 7].

### Sémiologie phonatoire

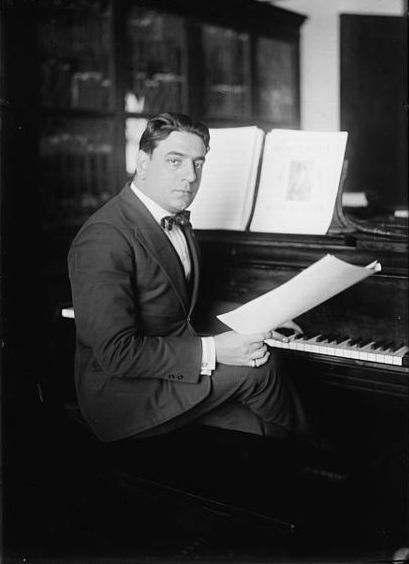
Tito Schipa, tenore di grazia dont le style, la musicalité et l'art du son filé comptent parmi les modèles fondamentaux d'inspiration qui guideront les études et le parcours discographique de Nicolai Gedda.

Intermédiaire entre un ténor de grâce stylé  à la Tito Schipa incorporé au velouté d'un Beniamino Gigli avec, néanmoins, le « squillo » d'un « lirico-spinto » associé à l'onctuosité et la grâce interprétative d'un Léopold Simoneau,,, ou encore la diction ciselée d'un Georges Thill anoblie par la musicalité et l'élégance aristocratique d'un Dietrich Fischer-Dieskau, Gedda demeure cependant incomparable dans l'émission de sa voix mixte et diaphane. Il n'est que d'écouter sa reprise en nuances pp ainsi que ses sons filés ponctuant la deuxième partie de l'air de Lenski dans Eugène Onéguine de Tchaïkovski — notamment lors du passage où il chante, en russe, la phrase : « Viendras-tu verser une larme sur mon urne trop précoce ? » — voire son émission tout en douceur lors de l'aria « Magische Töne » tiré de l'opéra Die Königin von Saba de Károly Goldmark. La démonstration peut-être la plus éloquente de cette caractéristique vocale unique intervient via son chant solo — dénudé et exempt de tout background orchestral — offert par un extrait de l'opéra inachevé La Foire de Sorotchintsy — en russe : Сорочинская ярмарка — mis en musique par Modeste Moussorgski. Il ressort ainsi vraisemblablement de ce qui précède qu'en l'état seul peut-être le ténor Alain Vanzo pourrait accessoirement se prévaloir de rivaliser avec son talent grâce à l'onctuosité de son interprétation rendue par l'aria « Je crois entendre encore » extrait de l'opéra Les Pêcheurs de perles de Bizet. Qui plus est, la qualité des nuances émissives restituées par le gosier de Gedda alliée à la maîtrise hors du commun qui caractérise son émission éthérée ne peut pour autant s'assimiler à une haute-contre ni même à quelque autre exemple connu.
Fort de ce qui précède, Steve Shelokhonov le considère comme « le plus polyvalent d’entre tous les ténors ». Yves Rinaldi relève en outre une vastitude de répertoire hors du commun, « à la mesure de son étendue vocale phénoménale » allant « de Rossini à Menotti, du bel canto à la musique sérielle avec, à chaque fois, une facilité déroutante ». De facto, si sa typologie vocale ne correspond pas spécifiquement au ténor italien di forza ni au Heldentenor allemand, Gedda n'en demeure pas moins un caméléon de la stratosphère opératique en devenant « tour à tour ténor lyrique (Spieltenor), ténor français, trial, ténor bouffe, tenore di grazia, tenore spinto… », une palette de couleurs tellement diversifiée que son corollaire l'érige au rang de « chanteur littéralement spécialisé dans tout » et donc, a priori, « inclassable ».